# Lost in the Dream

## Список композицій
Автор музики і слів Адам Грандусіел, окрім зазначених інакше. 
| #     | Назва                           | Автор музики              | Тривалість |
| ----- | ------------------------------- | ------------------------- | ---------- |
| 1.    | «Under the Pressure»            |                           | 8:51       |
| 2.    | «Red Eyes»                      |                           | 4:58       |
| 3.    | «Suffering»                     |                           | 6:00       |
| 4.    | «An Ocean in Between the Waves» |                           | 7:11       |
| 5.    | «Disappearing»                  | Грандусіел, Майкл Джонсон | 6:49       |
| 6.    | «Eyes to the Wind»              |                           | 5:55       |
| 7.    | «The Haunting Idle»             |                           | 3:08       |
| 8.    | «Burning»                       |                           | 5:46       |
| 9.    | «Lost in the Dream»             |                           | 4:08       |
| 10.   | «In Reverse»                    |                           | 7:41       |
| 60:27 |                                 |                           |            |

## Учасники запису
| The War on Drugs - Адам Грандусіел — вокал, синтезатори (ARP Omni, ARP String Ensemble), продюсер, аранжування, програмування, звукорежисер - Дейв Гартлі — бас-гітара, безладова бас-гітара (2), ударні (2), синтезатор (5) - Чарлі Голл — ударні (1, 6, 10) Додаткові музиканти - Джон Натчез — баритон-саксофон (1, 2, 6) - Майкл Джонсон — синтезатор ARP 2600 (1, 5), Eventide (7), звукорежисер | Технічний персонал - Грег Келбі — мастеринг - Джефф Зеіглер — зведення |

## Позиції в чартах
| Чарт            | Найвища позиція |
| --------------- | --------------- |
| Австралія       | 28              |
| Бельгія         | 3               |
| Велика Британія | 18              |
| Нідерланди      | 18              |
| Норвегія        | 9               |
| США             | 26              |
| Угорщина        | '               |
| Фінляндія       | 37              |
| Швейцарія       | 66              |
| Швеція          | 26              |
| Японія          | '               |

| Країна                | Сертифікація |
| --------------------- | ------------ |
| Велика Британія (BPI) | Золотий      |